# All In (wrestling)
All In – cykl gal profesjonalnego wrestlingu, obecnie produkowanych przez amerykańską promocję All Elite Wrestling (AEW). wydarzenie inauguracyjne odbyło się niezależnie we wrześniu 2018 roku i zainspirowało do powstania AEW kilka miesięcy później, w styczniu 2019 roku. To inauguracyjne wydarzenie było promowane przez członków The Elite, we współpracy z Ring of Honor (ROH), która zachowała prawa do wydarzenia. Elite zostało wiceprezesami wykonawczymi AEW, a firma ustanowiła duchowego następcę All In o nazwie All Out. Po tym, jak prezes AEW Tony Khan kupił ROH w marcu 2022 roku, uzyskał prawa do All In, a następnie wznowił wydarzenie w 2023 roku jako coroczne PPV dla AEW.
Inauguracyjna impreza 2018, która odbyła się w Sears Center Arena (przemianowanej na Now Arena w 2020) w Hoffman Estates w stanie Illinois, była pierwszą imprezą wrestlingu niepromowaną przez WWE lub World Championship Wrestling w Stanach Zjednoczonych, na którą sprzedano 10 000 biletów od tego czasu 1993. W wydarzeniu, które odbyło się w 2023 roku na Stadionie Wembley w Londynie w Anglii, wzięło udział 72 265 widzów, najwięcej w historii AEW. Było to również pierwsze PPV AEW zorganizowane w Wielkiej Brytanii i na stadionie piłkarskim promocji. Wydarzenie w roku 2025 będzie pierwszą solową galą PPV AEW zorganizowaną na stadionie baseballowym, a także pierwszą galą PPV zorganizowaną w Teksasie, a także pierwszą imprezą wrestlingu zawodowego zorganizowaną na Globe Life Field.

## Produkcja

### Tło
Inauguracyjna gala All In była galą wrestlingu w systemie pay-per-view (PPV), która została niezależnie wyprodukowana przez członków The Elite, we współpracy z Ring of Honor (ROH), która zachowała prawa do All In i odbyła się we wrześniu 2018 roku w dawnej hali Sears Center Arena (przemianowanej na Now Arena w 2020 r.) na przedmieściach Chicago, w Hoffman Estates, Illinois. Wydarzenie to było pierwszym wydarzeniem wrestlingu niepromowanym przez WWE lub World Championship Wrestling w Stanach Zjednoczonych, na które od 1993 roku sprzedano 10 000 biletów. Sukces programu doprowadził do powstania amerykańskiej promocji wrestlingu All Elite Wrestling (AEW) kilka miesięcy później, w styczniu 2019 roku, a The Elite zostali wiceprezesami wykonawczymi nowej firmy. W pierwszą rocznicę All In AEW stworzyło duchowego następcę zatytułowanego All Out. W marcu 2022 roku prezes AEW Tony Khan ogłosił zakup ROH, uzyskując w ten sposób prawa do All In, które były własnością ROH.
5 kwietnia 2023 roku na odcinku Dynamite firma AEW ogłosiła, że wznowi nazwę All In dla PPV, który odbędzie się na Stadionie Wembley w Londynie w Anglii podczas sierpniowego weekendu państwowego 27 sierpnia w Wielkiej Brytanii, zatytułowany All In London at Wembley Stadium. Wydarzenie to było debiutem AEW w Wielkiej Brytanii i pierwszym PPV organizacji zorganizowanym poza Ameryką Północną. All In London sprzedał 60 000 biletów w ciągu pierwszych trzech dni (uwzględniając przedsprzedaż). Następnie zarejestrowano płatną frekwencję na poziomie 72 265 osób. Po walce wieczoru, podczas którego MJF bronił AEW World Championship przeciwko Adamowi Cole’owi, ogłoszono, że All In powróci na Wembley 25 sierpnia 2024 roku.
15 sierpnia 2024 roku ogłoszono, że gala w 2025 roku odbędzie się w sobotę 12 lipca w Globe Life Field w Arlington w Teksasie, co będzie pierwszym wydarzeniem PPV AEW, które odbędzie się na stadionie baseballowym i w Teksasie. Będzie to także pierwsza impreza wrestlingu zawodowego zorganizowana na Globe Life Field. Ujawniono także, że All In powróci do Londynu w 2026 roku, jednak dokładna data i miejsce nie zostały potwierdzone.

## Lista gal
| #                         | Gala             | Data             | Miasto                    | Arena              | Walka wieczoru | Przypis          |
| Scena niezależna          | Scena niezależna | Scena niezależna | Scena niezależna          | Scena niezależna   | Scena niezależna | Scena niezależna |
| ------------------------- | ---------------- | ---------------- | ------------------------- | ------------------ | --- | ---------------- |
| 1                         | All In (2018)    | 1 września 2018  | Hoffman Estates, Illinois | Sears Centre Arena | The Golden Elite (Kota Ibushi, Matt Jackson i Nick Jackson) vs. Bandido, Rey Fénix i Rey Mysterio Six-man tag team match | [ 8 ]            |
| All Elite Wrestling (AEW) |                  |                  |                           |                    | |                  |
| 2                         | All In (2023)    | 27 sierpnia 2023 | Londyn, Anglia            | Stadion Wembley    | MJF (c) vs. Adam Cole Singles match o AEW World Championship                                                             | [ 5 ]            |
| 3                         | All In (2024)    | 25 sierpnia 2024 | Londyn, Anglia            | Stadion Wembley    | Swerve Strickland (c) vs. Bryan Danielson Title vs. Career match o AEW World Championship                                | [ 9 ]            |
| 4                         | All In (2025)    | 12 lipca 2025    | Arlington, Teksas         | Globe Life Field   | Jon Moxley (c) vs. "Hangman" Adam Page Texas Deathmatch o AEW World Championship                                         | [ 10 ]           |
| 5                         | All In (2026)    | 2026             | Londyn, Anglia            | Stadion Wembley    | |                  |